# Маландрино, Джузеппе
Джузеппе Маландрино (итал. Giuseppe Malandrino, 12 июля 1931, Пакино — 3 августа 2025, Ачи-Сант'Антонио, Сицилия) — итальянский римско-католический прелат.

## Биография
После обучения в Риме, направленного на подготовку к священству, он был рукоположен в священники 19 марта 1955 года епископом Анджело Калабреттой, епископом Ното.
30 ноября 1979 года Папа Римский Иоанн Павел II назначил его епископом Ачиреале.
Он получил епископское рукоположение 26 января 1980 года в Модике от кардинала Сальваторе Паппалардо, соруководителей епископа Сальваторе Николози, епископа Ното, и архиепископа Калогеро Лауричеллы, архиепископа Сиракуз; он вступил в каноническое владение епархией 24 февраля следующего года.
В 1987 году он основал Центральную епархиальную библиотеку в Ачиреале, в которую были переданы фонды библиотеки семинарии, бывшей библиотеки «Мон. Сальваторе Руссо», Института религиозных наук «Сан-Агостино», библиотеки города Фанчулло и различные книжные собрания.
16 июля 2007 года Папа Римский Бенедикт XVI принял его отставку по причине возраста, одновременно назначив его апостольским администратором епархии. Эту должность он занимал до 6 октября следующего года, когда его преемник Мариано Крочата вступил во владение епархией.
Маландрино умер 3 августа 2025 года в возрасте 94 лет.